# 岐阜県防災交流センター
岐阜県防災交流センター（ぎふけんぼうさいこうりゅうセンター）は、岐阜県岐阜市下奈良3丁目にある防災センターである。

## 概要
- 1999年（平成11年）5月に開設。センター棟と職員宿舎棟で構成されている。
- 岐阜県庁が大規模地震等で被災した際のバックアップ施設である。岐阜県庁の災害対策本部機能が麻痺した際の災害対策の指揮中枢の役割、及び夜間、休日における突発的な事故災害が発生した場合の初動措置を担う。普段は防災関係者に対する防災研修を行う。
- センター棟（鉄筋鉄骨コンクリート造3階建）は震度7にも耐えうる免震構造の建物であり、自家発電設備、断水用貯水槽も備えている。
- 職員宿舎棟（壁式鉄筋コンクリート造3階建）は県職員の宿舎として使用されており、災害時にはこの宿舎の職員が初動措置を行う。

## 施設

### センター棟
- 事務室
- 会議室
- 自主防災組織研修室　※緊急時は災害対策本部として使用
- コミュニティ防災研修室　※緊急時は仮眠室として使用
- 防災無線室
- 情報企画課業務管理室

など

### 職員宿舎棟
- 防災待機室

など

## 所在地
- 岐阜県岐阜市下奈良3丁目11-6

## 利用案内
- 開館時間 : 9:00 - 16:30
- 休館日 : 土日祝曜日、年末年始（12月29日～1月3日）

## 交通アクセス
- JR東海東海道本線「西岐阜駅」下車、徒歩約30分。
- 岐阜バス「OKBふれあい会館」バス停より徒歩約5分。
  - 岐阜駅（JR岐阜駅バスターミナル）より大洞団地線、尾崎団地線、岐北線「W32	OKBふれあい会館（加納新本町経由）」、加納島線「E32	OKBふれあい会館（加納桜道経由）」行き。
- 西ぎふ・くるくるバス「下奈良3丁目」より徒歩約3分。
- 国道21号「薮田南5」または「下奈良」交差点より車で約3分。